# مطار بانتشيفو
مطار بانتشيفو (بالصربية: Аеродром Панчево \ Aerodrom Pančevo)(إيكاو: LYPA) هو مطار قريب من مدينة بانتشيفو، صربيا بالقرب من بلغراد. يستخدم المطار في الغالب للطيران العام. ويحتوي على مدرج عشبي واحد بطول 1000 متر وعرض 60 مترًا.
تستخدم المطار أيضًا شركة أوتفا لصناعات الطيران، وهي شركة مصنعة للطائرات الرياضية والتدريبية الخفيفة ومقرها أيضًا في بانتشيفو، لاختبار طائراتها.
استخدم المطار لتدريب طلاب أكاديمية الطيران التابعة للقوات الجوية الملكية اليوغوسلافية. استخدم المطار بعد التحرير مدرسة طيران عسكرية. في موقع مطار بانتشيفو القديم، توجد اليوم قاعات لشركة أوتفا لصناعات الطيران، وهي شركة مصنعة للطائرات الرياضية والتدريبية الخفيفة ومقرها أيضًا في بانتشيفو، لاختبار طائراتها.